# GISHWHES
De Greatest International Scavenger Hunt the World Has Ever Seen (GISHWHES) is een jaarlijkse online wedstrijd waarin teams van 15 deelnemers het tegen elkaar opnemen door foto's en video's van zichzelf te uploaden bij het uitvoeren van opdrachten die ze aan het begin van de competitie hebben gekregen. De Amerikaanse acteur Misha Collins zette de wedstrijd in 2011 op na een publiciteitsstunt om de televisieserie Supernatural aan een People's Choice Award te helpen. Collins vertolkt zelf een rol in de serie als de engel Castiel.

## Competitie
De dag voor de competitie wordt een lijst bizarre opdrachten op de website van GISHWHES geplaatst. De deelnemers kunnen die individueel (thuis) of met een team afwerken. Per afgewerkte opdracht worden er punten gegeven. Dit gebeurt door de jury en Misha Collins zelf; de jury kan ook bonuspunten uitdelen als de opdracht op een creatieve manier wordt afgewerkt. De teams worden samengesteld via een inschrijvingsformulier. Deelnemers hebben de keuze om zelf hun team samen te stellen. Indien ze individueel deelnemen, zullen ze in teams ingedeeld worden door de organisatie. Sinds 2013 worden er bij de inschrijving deelnemerskosten in rekening gebracht. Dat bedrag, een paar tiental dollar, wordt besteed aan Random Acts. Dit is een liefdadigheidsfonds dat Collins heeft opgericht ter bevordering van goede doelen zoals voedsel- en kledingbanken, doneren van bloed en beenmerg en hulp aan vluchtelingen.

## Wereldrecords
De competitie brak enkele wereldrecords, waaronder:
- 2012 - Grootste online speurtocht, met 14.580 deelnemers
- 2013 - Langste ketting van veiligheidsspelden, met 1802 meter
- 2013 - Grootste online fotoalbum van knuffelende mensen, met 108.121 foto's
- 2014 - Langste menselijke ketting die door een hoepel kruipt, met 572 deelnemers

## Opdrachten
Enkele voorbeelden van taken.

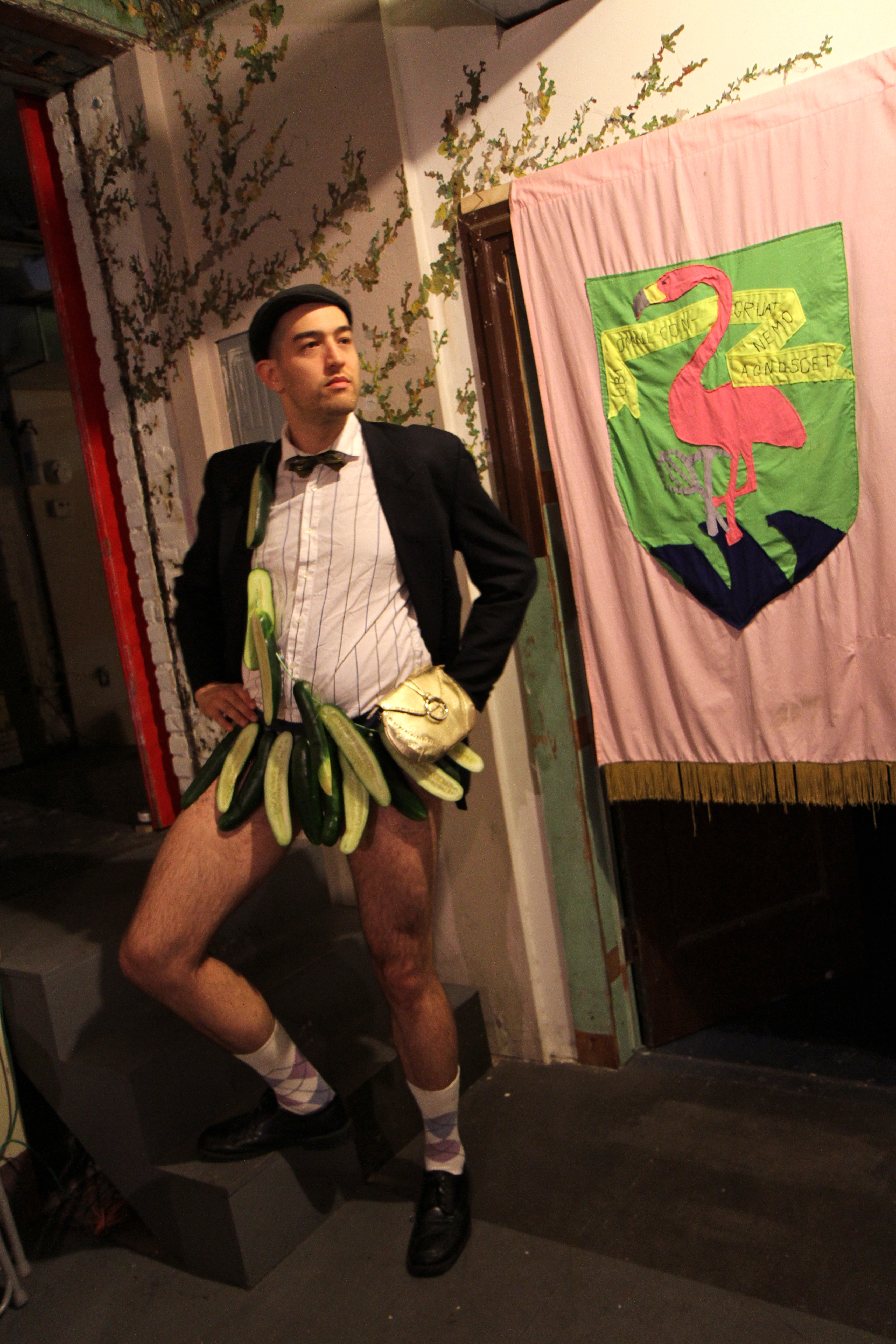
2012, № 95: "Kilt die volledig gemaakt is uit komkommer. Moet gedragen worden door een man."
- 2012, № 117: "Speel 'duck, duck, goose' met echte ganzen en eenden."
- 2012, № 124: "Maak een erotisch getinte scène. [...] De film moet een pizzabezorger bevatten en de acteurs mogen het enkel hebben over grammatica en lettertypes. Gelieve minstens deze drie termen te gebruiken, 'kerning,' 'serif,' 'gerund,' 'participle,' en 'imperfective.'"
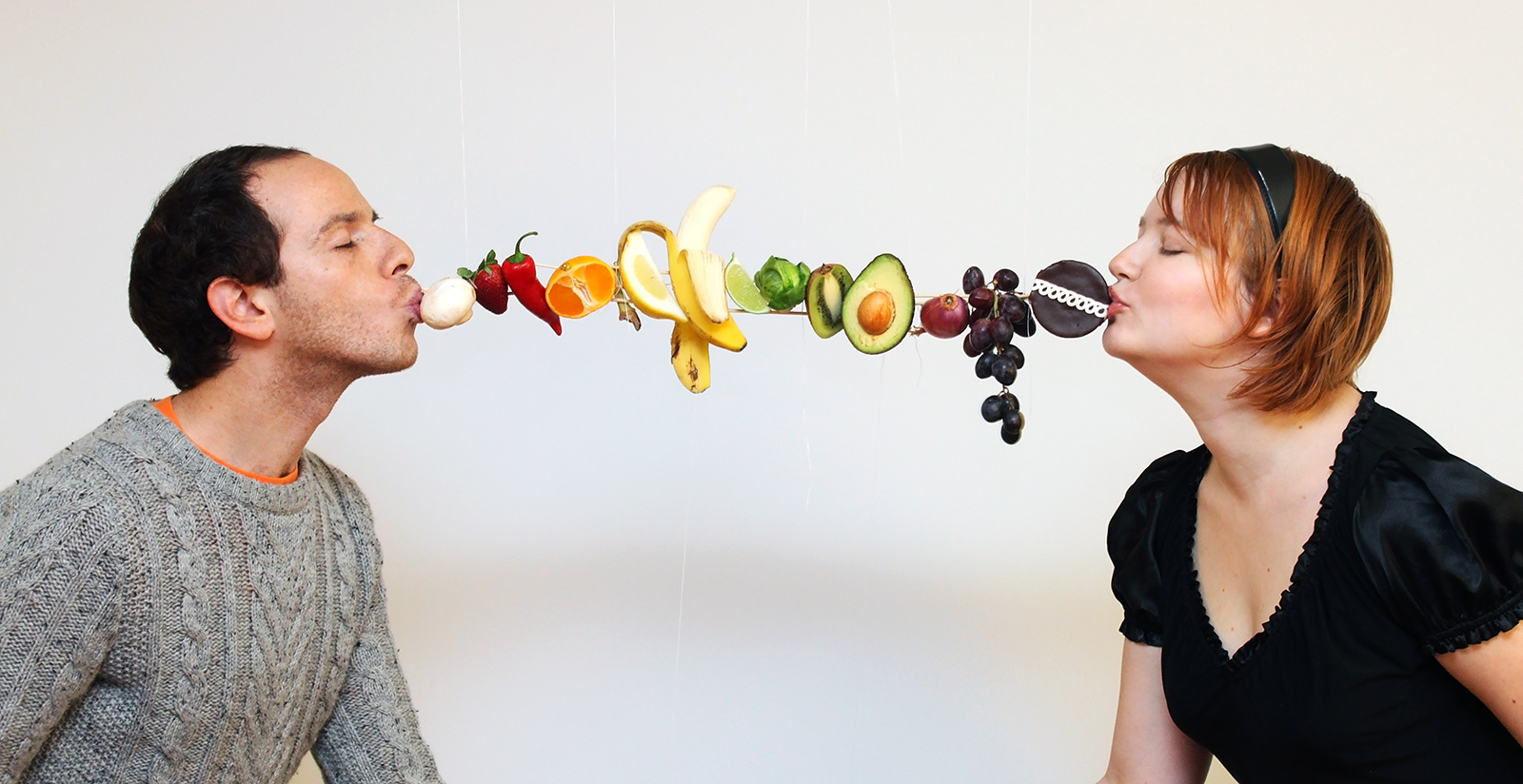
2012, № 148: "Neem een foto waarop jij en iemand van wie je houdt elkaar kussen. Er is een addertje: je moet op z'n minst 11 stukken eten tussen jouw lippen en die van de ander hebben."
- 2013, № 25: "Verricht stiekem een goede daad, in het openbaar of op het werk, zoals een bloemetje achterlaten. Film hen als ze het ontdekken.
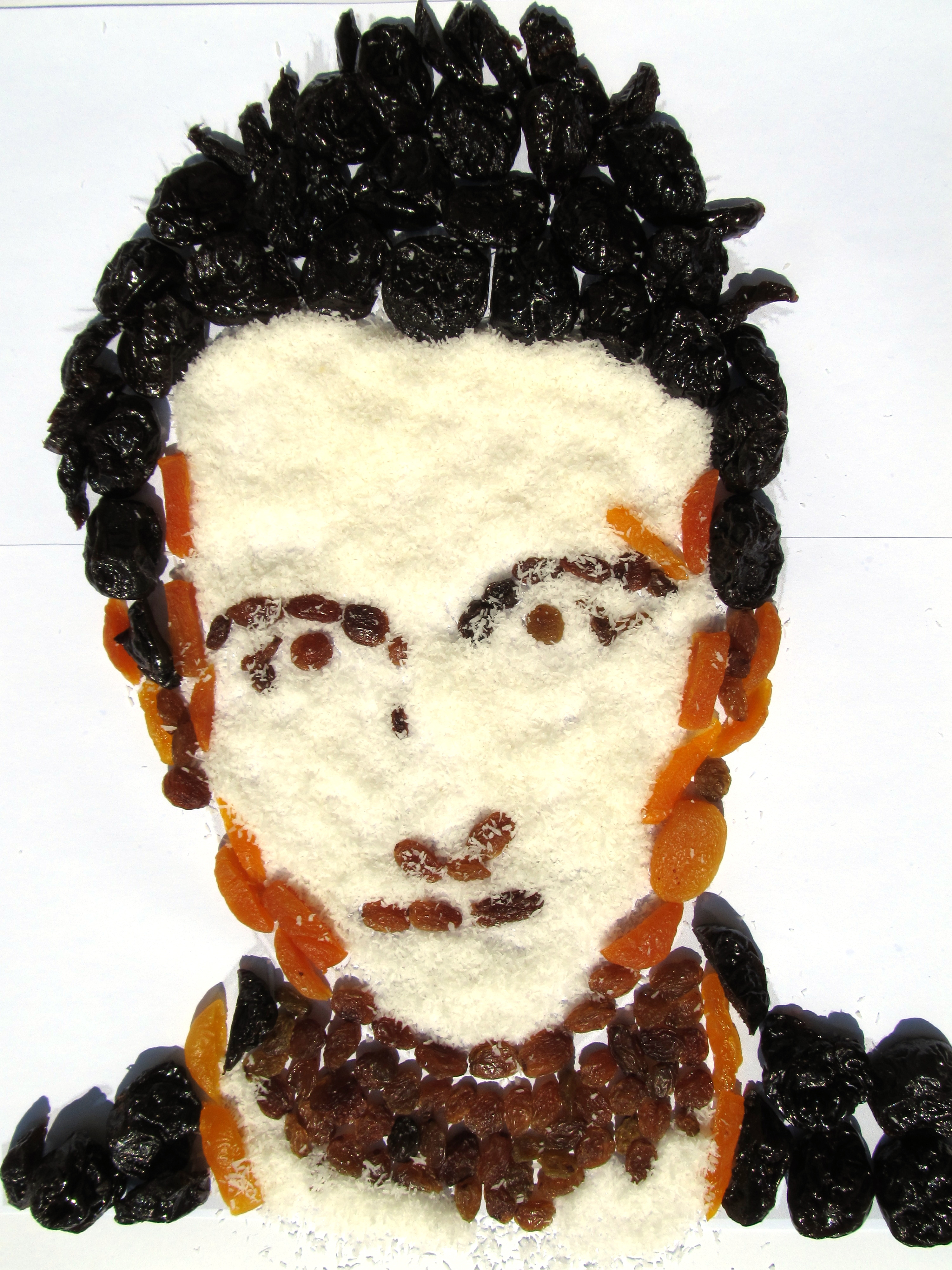
2013, № 114: "Maak een portret van Chris Hardwick van Nerdist.com gemaakt van gedroogd fruit."